# Mitsubishi Lancer Evolution X
La Mitsubishi Lancer Evolution X est une automobile produite par Mitsubishi, dixième version des Mitsubishi Lancer Evolution.

## Caractéristiques
La Mitsubishi Lancer Evolution X est nouvelle par 4-cylindres 16 soupapes turbo de 2 litres en aluminium, pesant douze kilos de moins que le précédent 4G63 qui équipait la version IX. Il délivre 295 ch à 6 500 tr/min et un couple de 406 (366 en France) N m à 3 500 tr/min. Le choix est proposé entre la boîte de vitesses robotisée à double embrayage à six rapports (Twin Clutch SST) avec palettes au volant, et une nouvelle boîte manuelle à cinq vitesses.
La carrosserie de la Lancer Evolution X est également nouvelle. La grille de calandre est en forme de trapèze, et tous les accessoires tels que les feux, la prise d'air sur le capot, le diffuseur arrière et l'aileron arrière sont nouveaux. L'aluminium est largement employé, notamment pour les amortisseurs avant, les ailes, le bouclier arrière et le toit. Cette voiture est différente de la précédente sur de nombreux autres points, tels qu'un nouveau châssis plus rigide en torsion (40 % de mieux) et en flexion (60 % de mieux), des suspensions plus fermes, le porte-à-faux avant plus court, l'empattement plus long, le moteur plus bas, la batterie déportée.

## Développement
En 2005, Mitsubishi a présenté une version d'automobile au Salon de l'automobile de Tokyo nommé Concept-X, conçu par Omer Halilhodžić. 
Deux versions de la voiture sont disponibles aux États-Unis, La Lancer Evolution MR dotée de 6 vitesses à double embrayage "Sportronic Maj Transmission" (TC-SST), l'autre version est la GSR qui a un système manuelle à 5 vitesses. La voiture dispose également d'un système d'entraînement à quatre roues motrices nommé S-AWC (Super All Wheel Control). 
Elle dispose également d'une nouvelle semi-automatique à six vitesses SST à double embrayage avec alliage de palettes de magnésium. Une boîte de vitesses manuelle à cinq rapports est disponible. La nouvelle Lancer Evolution intégrera le système de sécurité nommé "RISE" au cours de la prochaine génération de Mitsubishi.
La Lancer Evolution X a été mise en vente le 1er octobre 2007 au Japon, en janvier 2008 aux États-Unis, en février au Canada et en mars 2008 dans le Royaume-Uni. La version SST à double embrayage n'était disponible au Japon qu'à partir de novembre 2007. [ 27 ] La version SST était aussi disponible en France (en 2 niveaux de finitions : GSR, sans GPS, intérieur tissu,  et MR, plus haut de gamme, avec amortisseurs et jante spécifiques)

## Sport automobile
Des Mitsubishi Lancer Evolution X ont été engagées en compétition, notamment aux 24 Heures du Nürburgring.